# Cougar Mountain
Cougar Mountain är ett berg i Kanada.   Det ligger i provinsen Alberta, i den centrala delen av landet, 2 900 km väster om huvudstaden Ottawa. Toppen på Cougar Mountain är 2 607 meter över havet, eller 42 meter över den omgivande terrängen. Bredden vid basen är 0,37 km.
Terrängen runt Cougar Mountain är kuperad österut, men västerut är den bergig. Trakten runt Cougar Mountain är nära nog obefolkad, med mindre än två invånare per kvadratkilometer.. Det finns inga samhällen i närheten.
Trakten runt Cougar Mountain består i huvudsak av gräsmarker.